# M-55 (航空機)
ミャスィーシチェフ M-55
MAKS2001で展示されているミャスィーシチェフ M-55
- 用途：高高度偵察機
- 製造者：ミャスィーシチェフ設計局
- 初飛行：1982年5月26日（M-17）
M-55 1988年8月16日[1]
- 生産数：M-55は試作機含め4機[1]

ミャスィーシチェフ M-55 ジオフィジカ（ロシア語: Мясищев M-55 Геофизика、転写「Myasishchev M-55 Geophisica」、NATOコードネーム：ミスティック-B（Mystic-B））は、ソビエト連邦のV・M・ミャスィーシチェフ記念試作機械製造工場で開発された高高度偵察機である。本機の任務および設計は米国のロッキード U-2偵察機と類似する。M-55は元々単発のM-17から発展した機体であり、M-17では単発であったターボファンエンジンが双発とされて最大離陸重量が増加している。

## 開発
1950年代から1960年代にかけて、アメリカはソ連や中国に対する偵察用に高高度無人偵察気球の利用計画を数次にわたって展開していた。ソ連は、これに対する対抗手段の開発を計画し、ミャスィーシチェフがこれに応じてが高高度航空機の開発計画を提案した。計画では、高高度航空機に空対空ミサイルを搭載して偵察気球を撃墜する予定であった。しかし、時代が下るとアメリカの偵察手段は「キーホール」偵察衛星や新世代のA-12/SR-71偵察機などに移行し、この開発計画は当初の目標を失った。
この開発計画から派生して、1978年、M-55の前身であるM-17「ストラトスフェラ」（ロシア語: Стратосфера）が誕生した。M-17は1982年5月26日に初飛行を行ったが、この機体は間もなくアメリカ合衆国の偵察衛星に探知されている。迎撃機型のM-17には、後年のバリエーション増加に伴って「ミスティックA」（Mystic-A）のNATOコードネームが与えられた。しかし迎撃機として実用化されることはなく、U-2と同様の高高度偵察機として使用されることになった。1990年3月28日、M-17の「17401」号機は、Vladimir Arkhipenkoの操縦により21,830m（71,621 ft）の高度記録を樹立した。16から20トン級の陸上機によるものとしてはこの記録はいまだに破られていない。M-17は合計12の国際航空連盟(FAI)認定の記録を樹立し、そのうち5つは現在でも破られていない。
M-17は1987年に生産終了となり、双発エンジンのM-55 （Geophysica、NATOコードネーム：「ミスティックB」Mystic-B ）が開発されることとなった。これはM-17RNとも呼ばれる。M-55の初号機は1988年に飛行したが、ソビエト連邦が崩壊すると軍事用途向けの開発の必要性は失われ、1994年に生産終了となった。
1993年9月21日にアフトゥビンスク（Akhtubinsk）飛行場を離陸した（Victor Vasenkov）の操縦するM-55が高度21,360m （70,078 ft）に達し、クラス記録を樹立した（M-55はM-17よりも機体重量が重いクラスに属していた）。M-55は合計15のFAI世界記録を樹立し、その全ては現在も破られていない。
M-55の中の数機は学術研究の分野で現役であり、1機は1996年から1997年にかけて北極の成層圏の研究の一役を担った。
アイルランドに本社を置き東南アジア市場に力を注ぐQucomhaps 社は、デジタル通信の高高度プラットフォーム基地としてM-55を使用する事業に10億USドルを投じた。

## 機体
高アスペクト比（10.6）の主翼を持つ機体であり、全幅は37.46mとU-2よりも幅広い。双胴機であり、主翼中程よりブームを後方に伸ばし、垂直尾翼は、ブーム後端にある。水平尾翼は、垂直尾翼上にあり、ブーム間の幅より長い。エンジンのインテイクは、胴体側面にある。胴体は短く、主翼後端とほぼ同じ位置に胴体末尾に位置し、ノズルもそこにある。

## 運用
ソビエト連邦
- ソ連空軍

 ロシア
- ロシア空軍

## 要目
(M-55)
- 乗員：1名
- 全長：22.86 m (75 ft)
- 全幅：37.46 m (122 ft 103⁄4 in)
- 全高：4.8 m (15 ft 5 in)
- 翼面積：131.6 m2 (1417 ft2)
- アスペクト比：10.6
- 空虚重量：13,995 kg (30,853 lb)
- 最大離陸重量：24,000 kg (54,013 lb)
- 有効積載重量：1,500 Kg (3,300 lb)
- エンジン：2 × PS-30-V12 ターボファンエンジン、98 kN (22,000 lbf)
- 最大速度：750 km/h (466 mph)
- 巡航高度：21,500 m (70,500 ft)
- 航続距離：4,965 km (3,085 milles)
- 滞空時間：6時間30分